# ロボット (企業)
株式会社ロボット（英: ROBOT COMMUNICATIONS INC.）は、日本の制作プロダクション。
劇場映画、TVCM、XRアトラクション、アニメーション、デジタルコンテンツなどの企画・制作を主な事業としている。『エンタテイメントを通じて社会に勇気を希望を』を企業ステートメントとして掲げている。

## 歴史
1986年6月、第一企画（後のADKホールディングス）でクリエイティブ・ディレクターを務めていた阿部秀司が独立し設立。設立当初はTVCMの企画制作が事業の中心であったが、1995年の映画『Love Letter』から映画製作事業を開始。
2003年公開の『踊る大捜査線 THE MOVIE 2 レインボーブリッジを封鎖せよ!』が実写日本映画の歴代興行収入第1位を獲得。2006年の第30回日本アカデミー賞では『ALWAYS 三丁目の夕日』により13部門中12部門で最優秀賞を獲得、優れた制作プロダクションに贈られる岡田茂賞を受賞した。
2006年に映像技術会社IMAGICA（後のIMAGICA Lab.）と経営統合し『イマジカ・ロボット ホールディングス（後のIMAGICA GROUP）』を設立、同持株会社の完全子会社となっている。
海外からの作品評価も高く、2008年には『つみきのいえ』が第81回アカデミー賞 短編アニメ映画賞を受賞。『鬼武者3』はSIGGRAPHの"Electronic Theater"に選出されている。2022年12月には『今際の国のアリス』シリーズが日本発作品としてNetflixにおける視聴時間の最高記録を記録している。広告制作では2024年に『マクドナルド/「No Smiles」』がカンヌライオンズ（旧:カンヌ国際広告賞）にてGOLD受賞の他、New York Festival、Spikes Asiaでグランプリを受賞、またLIA（ロンドンインターナショナルワード）においてCOMPANY OF THE YEARを受賞している。

## 社名の由来
社名は、創立者の阿部秀司による。二代目社長だった加太孝明は「ロボットというのイメージには色々な面があるが、その中で一番大切にしたいのは、"人間らしさ"という面です。人間を基本に、色々な夢を、色々な方法で実現していきたいと思っています。」と語っている。社名表記では英文のROBOTを用いている。

## 作品

### 主な劇場映画
- Love Letter（1995年、監督：岩井俊二）
- PiCNiC（1996年、監督：岩井俊二）
- 踊る大捜査線 THE MOVIE（1998年、監督：本広克行、以降『THE FINAL』まで制作）
- ジュブナイル（2000年、監督：山崎貴）
- スペーストラベラーズ（2000年、監督：本広克行）
- サトラレ（2001年、監督：本広克行）
- リターナー（2002年、監督：山崎貴）
- 海猿（2004年、監督：羽住英一郎、以降シリーズ全作）
- サマータイムマシン・ブルース（2005年、監督：本広克行）
- ALWAYS 三丁目の夕日（2005年、監督：山崎貴、以降シリーズ全作をプロデュース）
- UDON（2006年、監督：本広克行）
- タイヨウのうた（2006年、監督：小泉徳宏）
- 重力ピエロ（2006年、監督：森淳一）
- ガチ☆ボーイ（2008年、監督：小泉徳宏）
- 曲がれ!スプーン（2009年、監督：本広克行）
- 永遠の0（2013年、監督：山崎貴）
- STAND BY ME ドラえもん（2014年、監督：山崎貴、八木竜一）
- 百瀬、こっちを向いて。（2014年、監督：耶雲哉治）
- リトル・フォレスト（2014年、監督：森淳一）
- 紙の月（2014年、監督：吉田大八）
- 寄生獣（2014年、監督：山崎貴）
- 幕が上がる（2015年、監督：本広克行）
- 劇場版 MOZU（2015年、監督：羽住英一郎）
- 海賊とよばれた男（2016年、監督：山崎貴）
- ちはやふる（2016年、監督：小泉徳宏、以降シリーズ全作を制作）
- 3月のライオン（2017年、監督：大友啓史）
- DESTINY 鎌倉ものがたり（2017年、監督：山崎貴、日本テレビ開局65周年記念作品）
- 22年目の告白 -私が殺人犯です-（2017年、監督：入江悠）
- あさひなぐ（2017年、監督：英勉）
- アルキメデスの大戦（2019年、監督：山崎貴）
- ひとよ（2019年、監督：白石和彌）
- 余命10年（2022年、監督：藤井道人）
- 線は、僕を描く（2022年、監督：小泉徳宏）
- 最後まで行く（2023年、監督：藤井道人）
- ゴジラ-1.0（2023年、監督：山崎貴、TOHOスタジオとの共同制作）
- 父と僕の終わらない歌（2025年、監督：小泉徳宏）

### 主な連続ドラマ/配信作品
- 恋愛小説（2004年）
- 世にも奇妙な物語「行列のできる刑事」（2009年）
- 鈴木先生（2011年）
- ダブルフェイス（2012年）
- 野良犬（2013年）
- MOZU（2014年）
- 破門 (2015年)
- 会社は学校じゃねぇんだよ（2018年）
- ミス・シャーロック/Miss Sherlock (2018年)
- 名探偵・明智小五郎（2019年版）
- 白い巨塔（2019年版）
- フォローされたら終わり（2019年）
- 太陽は動かない-THE ECLIPSE-（2020年）
- 今際の国のアリス（2020年、以降シリーズ全作を制作、NETFLIX）
- パンドラの果実〜科学犯罪捜査ファイル〜（2022年）
- 幽☆遊☆白書（2023年、Netflix）
- ゾン100〜ゾンビになるまでにしたい100のこと〜（2023年、監督：石田雄介、Netflix）
- 恋愛バトルロワイヤル（2024年、Netflix）
- ちはやふる（2025年、日本テレビ）[12]

### 主なTVCM
- 本田技研工業（「Do you have HONDA?」/ 1999年）
- キリンビール（「カンパイ!ラガー」/ 2003年）
- 大塚製薬（「元気ハツラツ? オロナミンC」/ 2004年）
- 日立製作所（「つくろう」/ 2006年）
- 旭化成（「昨日まで世界になかったものを。」/ 2007年）
- キリンビール（「麒麟淡麗〈生〉」/ 2008年）
- Google（「Googleで、もっと。」/ 2010年）
- 大和ハウス（「ここで、一緒に」/ 2011年）
- キリンビバレッジ（「世界のキッチンから」/ 2013年）
- マルコメ（「料亭の味」/ 2014年 ）
- Uber Eats（「Uber Eats で、いーんじゃない？」/ 2024年）
- マクドナルド（「スマイルあげない」/ 2024年）

### 主なアニメ作品
- つみきのいえ（アニメーション作品/2008年/米国アカデミー賞受賞作）
- 或る旅人の日記
- ななみちゃん（NHK-BS イメージキャラクター）
- ストレイシープ
- うたまるくん（TBS 音楽番組「うたばん」ジングル）
- 紙兎ロペ（後に担当プロデューサーが株式会社KITERETSUとして独立）
- カリーノ・コニ
- リング・オブ・ガンダム
- オトッペ

### その他の主な作品
- 鬼武者（シナリオパートCGムービー制作担当）
- バイオハザード0（シナリオパートCGムービー制作担当）
- ストレイシープ ポーとメリーの大冒険（PlayStation用ゲームソフト）
- ZOOKEEPER（オンラインゲーム）
- 日曜洋画劇場（番組オープニング）
- ABAL：DINOSAUR（空間移動型VRアトラクション）

## 関連人物

### 現在の役員
2025年4月現在
代表取締役社長
- 福崎隆之

取締役
- 長瀬俊二郎（非常勤）
- 平賀大介（非常勤）

執行役員
- 高橋良昌
- 丸山靖博
- 沼上貴洋

監査役（非常勤）
- 池澤賢尚

クリエイティブ フェロー
- 清水亮司

チーフ プロデューサー
- 守屋圭一郎

### 歴代社長
- 初代：1986年6月 - 2010年4月：阿部秀司
- 2代目：2010年4月 - 2022年3月：加太孝明
- 3代目：2022年4月 - 2025年3月：長瀬俊二郎
- 4代目：2025年4月 - ：福崎隆之

### 演出家・監督・脚本家
- 羽住英一郎
- 清水亮司
- 耶雲哉治
- 小泉徳宏
- 真壁幸紀
- 伊藤衆人
- 森淳一
- 新井風愉
- ユージン
- 井上康平

### プロデューサー
- 守屋圭一郎
- 巣立恭平
- 村上公一
- 明石直弓
- 古屋厚
- 小出真佐樹
- 阿部豪
- 梶原富治

### 過去に在籍した主なプロデューサー・映像作家
- 阿部秀司（故人、映画プロデューサー）
- 加藤久仁生（アニメーション作家）
- 野村辰寿（多摩美術大学 教授）
- 森井輝（THE SEVEN CCO）
- 本広克行（映画監督）
- 守本亨（CMディレクター）
- 安藤親広（映画プロデューサー）
- 守屋貴行（株式会社Aww CEO）
- 坂井治（絵本作家）
- 岩井俊二（映画監督）
- 稲葉卓也（アニメーション作家）
- 日下部雅謹（株式会社KITERETSU代表）
- 飯野竜彦（FLYIING KIDS キーボーディスト）
- 平田研也（脚本家）
- 薮内省吾（映画監督）
- 長谷川晴彦（映画プロデューサー）
- 清水康彦（MVディレクター）

### その他の関連人物
- 山崎貴 - 監督デビュー作『ジュブナイル』以降、ROBOTが全劇場映画作品をプロデュースしている[14]。（※山崎貴はROBOT所属ではなく、VFX制作会社の白組に所属している。）
- 木村ひさし - マネージメント契約を締結していた、2020年3月に契約満了
- 白石和彌 - CM企画演出のマネージメント契約を締結していた、2022年に契約満了